# Halowe Mistrzostwa Europy w Lekkoatletyce 1985 – skok wzwyż kobiet
Skok wzwyż kobiet – jedna z konkurencji technicznych rozgrywanych podczas halowych lekkoatletycznych mistrzostw Europy w hali Stadion Pokoju i Przyjaźni w Pireusie. Rozegrano od razu finał 3 marca 1985. Zwyciężyła reprezentantka Bułgarii Stefka Kostadinowa. Tytułu zdobytego na poprzednich mistrzostwach nie broniła Ulrike Meyfarth z Republiki Federalnej Niemiec.

## Rezultaty

### Finał
Wystąpiło 9 skoczkiń.

Opracowano na podstawie materiału źródłowego.
| Miejsce | Zawodniczka        | Wynik |
| ------- | ------------------ | ----- |
| 1       | Stefka Kostadinowa | 1,97  |
| 2       | Susanne Helm       | 1,94  |
| 3       | Danuta Bułkowska   | 1,90  |
| 4       | Susanne Lorentzon  | 1,90  |
| 5       | Brigitte Rougeron  | 1,90  |
| 6       | Andrea Mátay       | 1,85  |
| 7       | Sabine Skvara      | 1,85  |
| 8       | Maryse Éwanjé-Épée | 1,80  |
| 9       | Susanne Nilsson    | 1,80  |